# Raión de Berdiansk
Raión de Berdiansk (en ucraniano: Бердянський район) es un raión o distrito de Ucrania en el óblast de Zaporiyia. 
Comprende una superficie de 4461,56 km².
La capital es la ciudad de Berdiansk.

## Demografía
Según estimación de 2010 contaba con una población total de 27.096 habitantes.

## Otros datos
El código KOATUU fue 2320600000. El código postal 71128 y el prefijo telefónico +380 6153.